# Ашикага Такауџи
Ашикага Такауџи (1305-1358) био је оснивач и први шогун (1338-1358) шогуната Муромачи (1336-1573). У Генко рату (1331-1333) Такауџи је прешао на страну цара Го-Даиго-а и допринео обарању шогуната Камакура (1185-1333). Међутим, разочаран царевом тежњом са поново успостави цивилну власт у провинцијама, Такауџи се већ 1336. побунио, протерао цара из престонице (у Нанбокучо ратовима) и основао шогунат Муромачи, који је управљао Јапаном све до 1573. године, када је Ода Нобунага збацио последњег шогуна, Ашикага Јошиакија.

## Биографија

### Генко рат
Кроз цео период Камакура (1185-1333) клан Ашикага, који је био у сродству и са кланом Минамото и са кланом Хоџо, био је у служби шогуната и регената из клана Хоџо. Када је у Генко рату (1331-1333) цар Го-Даиго устао против диктатуре Хоџо-а, регент Хоџо послао је Ашикага Такауџија из Камакуре са великом војском да заузме Кјото. Уместо тога, Такауџи је прешао на цареву страну, заузео Кјото за цара и допринео коначној победи цареве странке.

### Кенму обнова
Го-Даиго је поштено наградио Такауџија. Одређен као „први који ће бити награђен“, добио је висок дворски чин и бројне земљопоседе, постављен је за цивилног гувернера две провинције и шуго-а у још једној. Такауџи је, међутим, већ пре тога поднео петицију за положај шогуна, која би му дала власт за успостављање новог бакуфу-а. Иако је Го-Даиго дао Такауџију високе војне титуле (генерал северне команде и генерал источне команде), он је за живота одбио да удовољи Такауџијевом захтеву. Уместо тога, цар је поставио за шогуне своје синове, принчеве Моринагу и Норинагу, и поделио је положаје војних гувернера (шуго-а) у више од 50 провинција (од укупно 66) својим присталицама из редова дворског племства. Тако је цар убрзо остао без средстава којима би наградио своје присталице из редова војничког племства. Иако су се борили да униште диктатуру Хоџо-а и да врате цара Го-Даигоа на престо, ни Такауџи ни његови следбеници нису били спремни да се сложе са царевим планом да створе владу усредсређену на престо у којој би војсковође били подређени дворским аристократима и цивилним властима.
Године 1333, након што је уништио Хоџо-е у Кјоту, Такауџи је основао секретаријат за управљање градом на начин недавно уништио штаб Рокухаре. Као победнички генерал, Такауџи је преузео право да своје следбенике награди донацијама одузетих земљишних поседа и постављањем на дужности шуго-а и џито-а. Очигледно је овде постојао сукоб ауторитета и надлежности који није могао дуго да траје. Током већег дела 1334. Такауџи и Годаиго су одржавали несигурну коегзистенцију у Кјоту. Цар је јавно објавио свој план, назван Кенму рестаурација, и успоставио разне органе централне владе. Такауџи није преузео дужност ни у једном од њих, нити је распустио сопствени секретаријат. Када је Годаиго послао свог младог сина принца Норинагу у Камакуру у настојању да потврди царску власт у области Канто, Такауџи је именовао свог брата Тадајошија за војног старатеља принцу. Када се Такауџи пожалио Годаигу да новоименовани шогун, принц Моринага, планира његову смрт, цар је послао Моринагу у Камакуру као таоца Ашикага Тадајошију.

### Нанбокучо рат
Године 1335, остаци Хоџо-а су поново заузели Камакуру и протерали Тадајошија и принца Моринагу. У конфузији Тадајоши је дао убити принца Моринагу. Такауџи је сада повео своју војску, без царевог наређења, до Кантоа и брзо повратио Камакуру. Када је постало јасно да је Нита Јошисада је стао на страну Годаига, Такауџи је прогласио Нитину земљу заплењеном и почео да је дели својим следбеницима. Годаиго је узвратио проглашавајући Такауџија "непријатељем престола" и лишивши га његових титула и почасти. Он је позвао верне генерале, међу којима су били Нита Јошисада и Китабатаке Акије, да заузму Канто. Такауџи је сада био у потпуној побуни против Годаига, а његов раскид са супарничким војсковођама као што је Јошисада је био потпун. Кренуо је на Кјото у фебруару 1336, против снажног отпора царевих присталица. Такауџи је успео да задржи град само четири дана пре него што је протеран према западним провинцијама, све до острва Кјушу.
Такауџи је искористио је у своју корист декрет против Нита Јошисаде који је добио од пензионисаног цара Когон-ина, поглавара старијег  огранка царске куће.Такође, представљајући се наследником првог шогуна Минамото-а и заступником основних интереса ратника у случају да постане шогун, Такауџи је успео да сакупи знатан број присталица на путу свог повлачења. Када је то било могуће, проналазио је прилике успут да постави своје рођаке на повољне позиције; Хосокави је обећао читаво острво Шикоку, а Имагави провинцију Бичу. Док је стигао на Кјушу, Такауџи је већ придобио већину локалне ратничке властеле, као што је клан Шимазу, и била је потребна само кратка војна кампања да би добио подршку осталих.
До петог месеца 1336. године, са неким својим домаћим вазалима и одредима рођака и новостечених савезника из западног Јапана, Такауџи је започео поход ка Кјото. Његове снаге су се кретале и копном и водом. У критичној бици код Минатогаве у Сецу-у, Ашикага је однео одлучујућу победу, натеравши Ниту назад у Кјото и цара Годаиго да се склони код монаха на планини Хиеи. Такауџи је ушао у Кјото у пратњи принца Јутахито, брата бившег цара Когон-ина који је претходно дао Такауџију свој царски мандат.
Такауџи је великодушно обдарио Когон-инову фракцију царске породице земљом и гаранцијама за ослобађање од пореза. Некако су царске регалије добијене од Годаигоа. Ови симболи власти, који су дати принцу Јутахиту, постали су основа за његово постављање за цара Комио. Такауџи је нагласио свој легитимитет узимајући високи дворски чин. Такауџи је сада играо врховну улогу поставивши цара својом војном снагом. Секретаријат који је успоставио три године раније остао је у функцији и сада је претворен у бакуфу у свему осим по имену. Такауџијев положај у јавности је додатно побољшано када је објавио Кему забране, објављујући политику коју је обећао да следи ако буде именован за шогуна. Али именовање је дошло тек 1338. године.
Годаиго, тврдећи да се одрекао само реплика и да је он још увек поседовао аутентичне регалије, одржавао своју ствар у животу из планинског региона Јошино. Тамо је основао двор у изгнанству, који је, пошто се налазио јужно од Кјота, назван Јужним двором. Двор који је остао у Кјоту, који је служио за легитимисање Ашикага шогуна, по истом принципу се звао Северни двор. Борбе у име ова два двора су настављене све до 1392. године, када је договорено поравнање. Постојање два царска двора, од којих је сваки захтевао легитимитет, сваки позивајући ратничке куће широм Јапана да се боре за своју ствар, оправдавали су прибегавање оружју, често из чисто приватних циљева. Основни мотиви нису увек били очигледни, али у годинама које су уследиле одвијала се борба за власт међу најмоћнијим војним кућама у провинцијама.
Такауџијева два примарна војна ривала од почетка су била Нита Јошисада и Китабатаке Акије, Обојица су имали своје највеће базе подршке источно и северно од престонице. Иако су обојица погинули у борби у лето 1338. и упркос Годаиговој смрти у лето 1339. године, борбе нису престале. Годаигов син, принц Норинага, наследио је "млађу" линију под именом Гомураками. У централним провинцијама, Кусуноки Масацура, шуго Кавачија, држао је Ашикагине снаге у дефанзиви. Годаигов други син, принц Каненага, успео је да се утврди на Кјушу-у. Подељена држава и грађански рат који је изазвао се наставио, али је главно питање у вези са успостављањем бакуфуа у Кјоту било решено.
Након десетогодишњег примирја, рат се поново разбуктао због подела у самој кући Ашикага: од стварања новог шогуната, Такауџи је био одговоран за војну стратегију и вазале, а Тадајоши се бринуо за бакуфуове административне и судске органе. Али убрзо су се развиле разлике у политици између браће. Такауџи, који је био осетљивији на интересе локалних војних кућа од чије подршке је зависио, тежио је да буде благ у погледу задирања ратника у цивилна имања. Тадајоши је био склонији да дозволи да бакуфу судови, у којима су у великој мери били наследни правни стручњаци, подржавају власничке интересе престоничке елите.
На крају су се иза браће формирале фракције међу присталицама клана Ашикага. Године 1349. Такауџи је, пошто је био убеђен у Тадајошијеву нелојалност, отпустио свог брата са његових бакуфу положаја, повлачећи очекивање да ће наследити титулу шогуна. Следеће године Такауџи је био приморан да изађе на бојиште против Тадафујуа, свог рођеног проблематичног сина којег је усвојио Тадајоши.
У зиму 1351-2, Тадајоши је заробљен и убијен, вероватно тровањем по Такауџијевом наређењу. Али Тадајошијева смрт је само повећала анти-Такауџи расположење у Канту. Тек у пролеће 1355. Такауџи је, након можда надеструктивније битке грађанског рата, у којој је уништено неколико делова града, коначно је поново заузео Кјото.

### Смрт и наслеђе
Такауџи је умро 1358. и наследио га је као шогун Ашикага Јошијакира, тада у својој двадесет осмој години. Могло би се очекивати да је други шогун у почетку имао проблема да одржи снаге Ашикага на окупу, али је интензитет грађанског рата спласнуо. Најмоћније шуго куће способне да се боре са Ашикагом - Шиба, Уесуги, Оучи и Јамана - измириле су своје несугласице и удружиле снаге са бакуфу-ом. Јошиакира је умро 1368, да би га наследио његов десетогодишњи син Ашикага Јошимицу, који је доживео да влада периодом највећег процвата шогуната Муромачи.